# Nesomyidae
Nesomyidae este o familie de rozătoare africane din superfamilia mare și complexă Muroidea. Aceasta include mai multe subfamilii, toate fiind originare fie din Africa continentală, fie din Madagascar. Din această familie fac parte Nesomyinae, Dendromurinae, Petromyscus⁠(d), Delanymys brooksi⁠(d), Cricetomyinae⁠(d) și Mystromys albicaudatus⁠(d).

## Caracteristici
Nesomizii sunt rozătoare de mărime mică sau medie, cele mai mari fiind de mărimea unui șobolan. Din punct de vedere fizic, ele pot semăna cu șoarecii, șobolanii, șoarecii de câmp⁠(d) sau hamsterii, în funcție de specie și subfamilie. Regimul lor alimentar variază de erbivorismul destul de strict la insectivorismul aproape pur. Obiceiurile lor sunt la fel de variabile, unele specii urcându-se în copaci, iar altele săpând în pământ. Ele dau naștere la până la patru pui după o perioadă de gestație de aproximativ șase săptămâni.

## Clasificare
S-a crezut cândva că multe dintre aceste animale sunt înrudite cu alte grupuri de rozătoare muroide, dar această clădă bazată pe Africa a fost propusă și confirmată pe baza studiilor genetice. O astfel de dispunere alternativă include Cricetomyinae⁠(d) din familia Muridae și Mystromys albicaudatus din familia Cricetidae. De asemenea, toți membrii Nesomyidae sunt adesea plasați în familia Muridae împreună cu toți ceilalți membri ai Muroidea.
Nesomidele sunt clasificate în șase subfamilii, 21 de genuri și 68 de specii.
FAMILIA NESOMYIDAE
- Subfamilia Cricetomyinae⁠(d)
  - Genul Beamys⁠(d)
    - Beamys hindei⁠(d)
    - Beamys major⁠(d)

  - Genul Cricetomys⁠(d)
    - Cricetomys ansorgei⁠(d)
    - Cricetomys gambianus⁠(d)
    - Cricetomys emini⁠(d)
    - Cricetomys kivuensis⁠(d)

  - Genul Saccostomus⁠(d)
    - Saccostomus campestris⁠(d)
    - Saccostomus mearnsi⁠(d)
- Subfamilia Delanymyinae⁠(d)
  - Genul Delanymys⁠(d)
    - Delanymys brooksi⁠(d)
- Subfamilia Dendromurinae
  - Genul Dendromus⁠(d)
    - Dendromus insignis⁠(d)
    - Dendromus kahuziensis⁠(d)
    - Dendromus leucostomus⁠(d)
    - Dendromus lovati⁠(d)
    - Dendromus melanotis⁠(d)
    - Dendromus mesomelas⁠(d)
    - Dendromus messorius⁠(d)
    - Dendromus mystacalis⁠(d)
    - Dendromus nyasae (kivu)⁠(d)
    - Dendromus nyikae⁠(d)
    - Dendromus oreas⁠(d)
    - Dendromus ruppi⁠(d)
    - Dendromus vernayi⁠(d)

  - Genul Megadendromus⁠(d)
    - Megadendromus nikolausi⁠(d)

  - Genul Dendroprionomys⁠(d)
    - Dendroprionomys rousseloti⁠(d)

  - Genul Prionomys⁠(d)
    - Prionomys batesi⁠(d)

  - Genul Malacothrix⁠(d)
    - Malacothrix typica⁠(d)

  - Genul Steatomys⁠(d)
    - Steatomys bocagei⁠(d)
    - Steatomys caurinus⁠(d)
    - Steatomys cuppedius⁠(d)
    - Steatomys jacksoni⁠(d)
    - Steatomys krebsii⁠(d)
    - Steatomys opimus⁠(d)
    - Steatomys parvus⁠(d)
    - Steatomys pratensis⁠(d)
- Subfamilia Mystromyinae⁠(d)
  - Genul Mystromys⁠(d)
    - Mystromys albicaudatus⁠(d)
- Subfamilia Nesomyinae
  - Genul Brachytarsomys⁠(d)
    - Brachytarsomys albicauda⁠(d)
    - Brachytarsomys villosa⁠(d)

  - Genul Brachyuromys⁠(d)
    - Brachyuromys betsileoensis⁠(d)
    - Brachyuromys ramirohitra⁠(d)

  - Genul Eliurus⁠(d)
    - Eliurus antsingy⁠(d)
    - Eliurus carletoni⁠(d)
    - Eliurus ellermani⁠(d)
    - Eliurus danieli⁠(d)
    - Eliurus grandidieri⁠(d)
    - Eliurus majori⁠(d)
    - Eliurus minor⁠(d)
    - Eliurus myoxinus⁠(d)
    - Eliurus penicillatus⁠(d)
    - Eliurus petteri⁠(d)
    - Eliurus tanala⁠(d)
    - Eliurus webbi⁠(d)

  - Genul Gymnuromys⁠(d)
    - Gymnuromys roberti⁠(d)

  - Genul Hypogeomys⁠(d)
    - Hypogeomys antimena⁠(d)

  - Genul Macrotarsomys⁠(d)
    - Macrotarsomys bastardi⁠(d)
    - Macrotarsomys ingens⁠(d)
    - Macrotarsomys petteri⁠(d)

  - Genul Monticolomys⁠(d)
    - Monticolomys koopmani⁠(d)

  - Genul Nesomys⁠(d)
    - Nesomys audeberti⁠(d)
    - Nesomys lambertoni⁠(d)
    - Nesomys rufus⁠(d)

  - Genul Voalavo⁠(d)
    - Voalavo antsahabensis⁠(d)
    - Voalavo gymnocaudus⁠(d)
- Subfamilia Petromyscinae⁠(d)
  - Genul Petromyscus⁠(d)
    - Petromyscus barbouri⁠(d)
    - Petromyscus collinus⁠(d)
    - Petromyscus monticularis⁠(d)
    - Petromyscus shortridgei⁠(d)